# Campeonato Paulista 1917
In 1917 werd het zestiende Campeonato Paulista gespeeld voor clubs uit de Braziliaanse staat São Paulo. De Liga Paulista de Foot-Ball (LPF), de pionier in het voetbal van São Paulo werd na het vorige seizoen opgeheven en ging op in de Associação Paulista de Esportes Atléticos (APEA). De competitie werd gespeeld van 8 april tot 25 november. Paulistano werd kampioen. 

## Eindstand
| Plaats | Club            | Wed. | W  | G | V  | Saldo | Ptn. |
| ------ | --------------- | ---- | -- | - | -- | ----- | ---- |
| 1.     | Paulistano      | 16   | 12 | 3 | 1  | 41:17 | 27   |
| 2.     | Palestra Itália | 16   | 10 | 5 | 1  | 41:18 | 25   |
| 3.     | Corinthians     | 16   | 8  | 3 | 5  | 39:26 | 19   |
| 4.     | Santos          | 16   | 8  | 2 | 6  | 44:36 | 18   |
| 5.     | AA Palmeiras    | 16   | 7  | 3 | 6  | 32:27 | 17   |
| 6.     | Ypiranga        | 16   | 6  | 3 | 7  | 34:37 | 15   |
| 7.     | AA São Bento    | 16   | 3  | 3 | 10 | 23:41 | 9    |
| 8.     | Internacional   | 16   | 3  | 1 | 12 | 25:58 | 7    |
| 9.     | Mackenzie       | 16   | 1  | 3 | 12 | 21:40 | 5    |

|  | Kampioen |

### Kampioen
| Campeonato Paulista de 1917    |
| São Paulo                      |
| ------------------------------ |
| PAULISTANO Kampioen (5° titel) |

## Topschutter
| Speler            | Speler              | Goals | Club     |
| ----------------- | ------------------- | ----- | -------- |
| Vlag van Brazilië | Arthur Friedenreich | 15    | Ypiranga |